# ウジェーヌ・サルブ
ウジェーヌ・サルブ（Eugene Sârbu, 1950年9月6日 - 2024年7月21日）は、ルーマニア出身のヴァイオリニスト。

## 経歴
1950年ヴルチャ県ピエトラリ生まれ。ガラティの音楽学校を経てブカレスト音楽院に進学し、1968年からイオネル・ジェアンタにヴァイオリンを師事。1970年にアメリカに留学し、カーティス音楽院でイヴァン・ガラミアンとユージン・オーマンディの薫陶を受けた。1974年から1976年まではジュリアード音楽院でもガラミアンの指導を受け、ルッジェーロ・リッチにも教えを受けた。また1972年から1975年までナタン・ミルシテインのマスター・クラスも受講している。
1978年にパガニーニ国際コンクールとカール・フレッシュ国際ヴァイオリン・コンクールのそれぞれで優勝した。1982年にロンドンのプロムスでデビューを飾っている。
ロンドンを拠点としていた。2024年7月21日にロンドンの病院で病気により死去。73歳没。